# Einar Holbøll

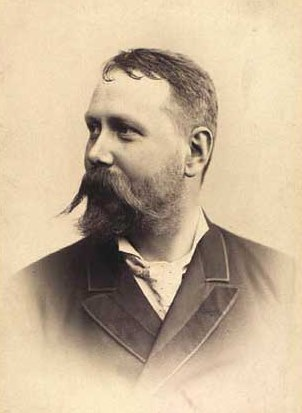
Einar Holbøll (um 1900)

Einar Holbøll (* 20. Dezember 1865 in Kopenhagen; † 23. Februar 1927 in Charlottenlund, Gentofte Kommune) war ein dänischer Postmeister und Philanthrop. Auf Holbølls Initiative erschienen 1904 in Dänemark die weltweit ersten Weihnachtsbriefmarken für wohltätige Zwecke. In Dänemark ist Holbøll deshalb bis heute als „Vater der Weihnachtsmarke“ (dänisch julemærkets fader) bekannt.

## Leben
Einar Holbøll war Sohn des Marineleutnants Johan Carlheger Holbøll (1828–1911) und der Johanne Mathilde, geb. Caspersen (1840–1912). Sein Großvater war der Naturforscher und Inspektor von Grönland Carl Peter Holbøll. Sein Schwager war der Dichter Viggo Stuckenberg und sein Cousin der Politiker Valdemar Holbøll. Einar Holbøll ging 1880 zur See und bereitete sich auf die Prüfung zum Steuermann vor, doch nach wenigen Jahren musste er seine maritime Karriere wegen eines Augenleidens, das ihn farbenblind gemacht hatte, aufgeben. 1886 trat er in den Postdienst ein und war ab 1892 Schalterbeamter in Kopenhagen. 1905 wurde er Postmeister in Gentofte und 1909 in Charlottenlund. Holbøll war zweimal verheiratet. 1927 starb er im Alter von 61 Jahren im Postamt von Charlottenlund an einer kardialen Embolie. Am 1. März 1927 wurde er auf dem Friedhof von Ordrup in der Kommune Gentofte beigesetzt, wo sein Grab bis heute besteht.

## Erfindung der Weihnachtsmarke

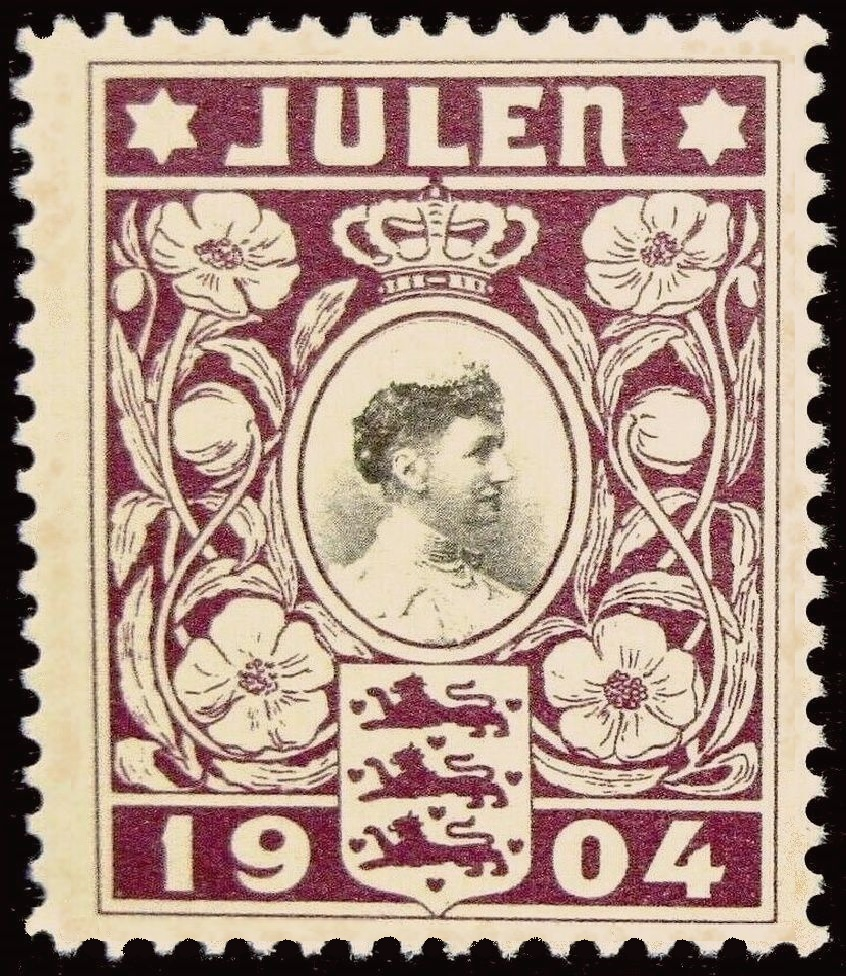
Die erste Weihnachtsmarke der Welt (1904) mit dem Porträt der Louise von Hessen, Königin von Dänemark

Im Dezember 1903 ärgerte sich Holbøll über die viele Weihnachtspost, die den Postangestellten eine sehr stressreiche Weihnachtszeit bereitete. Allein in Kopenhagen wurden damals 2 Millionen Weihnachtsbriefe und -karten verschickt. Deshalb kam ihm zunächst der Gedanke, dass die Versender solcher – noch dazu oft recht inhaltsleerer – Grüße ein Strafporto oder eine Zusatzgebühr entrichten sollten. Doch entwickelte Holbøll dann seine Idee in Richtung einer Wohlfahrtsmarke weiter, deren Erlös kranken oder notleidenden Kindern zugutekommen sollte.
Mit seiner Entschlossenheit, für einen guten Zweck „Himmel und Hölle in Bewegung zu setzen“, wandte sich Holbøll gleich an mehrere höhere Stellen: an den Staatssekretär im Finanzministerium Peter Andreas Jerichau-Christensen (1859–1916), dem die dänische Post unterstellt war, an Rasmus Strøm (1842–1918), den Direktor der Dänischen Nationalbank, und an den damals bekannten wohltätigen Geschäftsmann Moses Melchior (1825–1912). Holbøll konnte alle für seine Idee gewinnen, und im November 1904 trat das Weihnachtsmarken-Komitee zusammen. Neben den schon Genannten und Holbøll gehörten diesem u. a. die Kopenhagener Bürgermeister Jensen und Jacobi, der Besitzer der Ladenkette Magasin du Nord, Emil Vett, sowie die Medizinprofessoren Hans Christian Gram und Leopold Meyer an. Es wurde beschlossen, die Weihnachtsmarken für 2 Øre pro Stück in den Postämtern zu verkaufen. Sie konnten als freiwillige Spendenvignette zusätzlich zum normalen Briefporto (damals 3 Øre innerhalb Dänemarks) verwendet werden.
König Christian IX. von Dänemark erlaubte, dass auf der ersten Weihnachtsmarke ein Foto seiner 1898 verstorbenen Ehefrau, Königin Louise, abgebildet wurde. Ab dem 10. Dezember 1904 wurden die Weihnachtsmarken in den dänischen Postämtern angeboten, und nach Ende der Weihnachtssaison zeigte sich, dass der Erfolg alle Erwartungen übertraf: In ganz Dänemark, das damals nur 2,5 Millionen Einwohner hatte, waren 3,4 Millionen Weihnachtsmarken verkauft und Netto-Einnahmen von rund 67.000 Dänischen Kronen erzielt worden. Noch im Dezember 1904 begann man auch in Schweden und Island mit der Ausgabe von Weihnachtsmarken, und in den folgenden Jahren konnte Holbøll den internationalen Siegeszug seiner Idee beobachten. Als nächste Länder folgten das Deutsche Reich und Norwegen 1906, die USA 1907 und Kanada 1908. Heute (Stand 2024) werden in mehr als 125 Ländern Weihnachtsmarken ausgegeben.

## Anfängliche Rückschläge

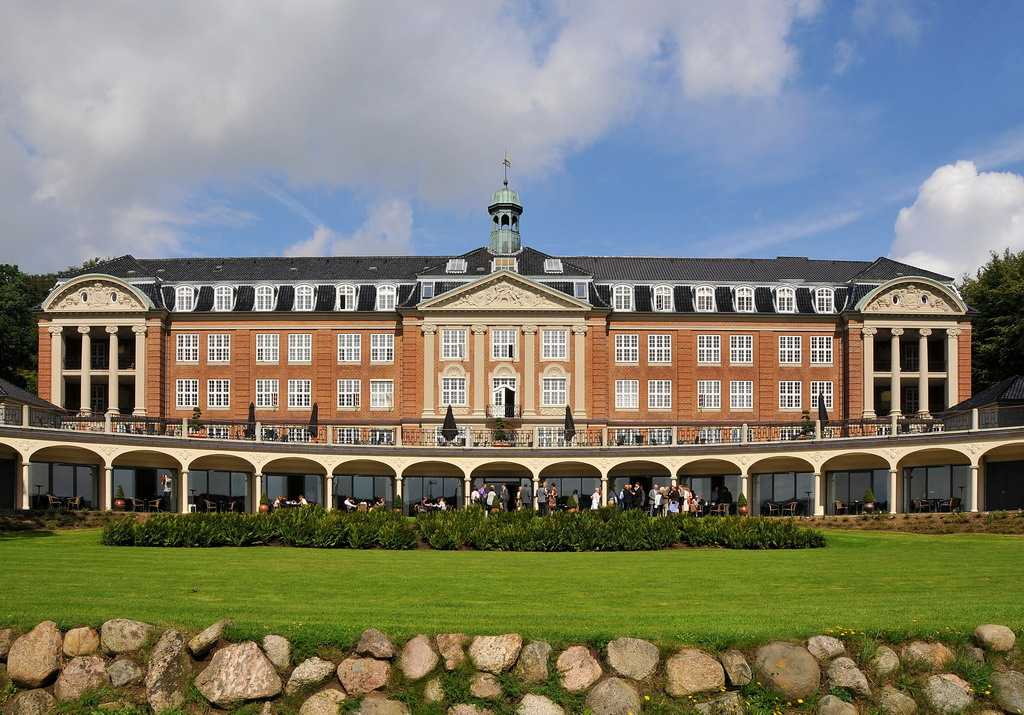
Das 1911 in Kolding eröffnete „Weihnachtsmarken-Sanatorium“ für tuberkulosekranke Kinder, heute Hotel Koldingfjord (2011)

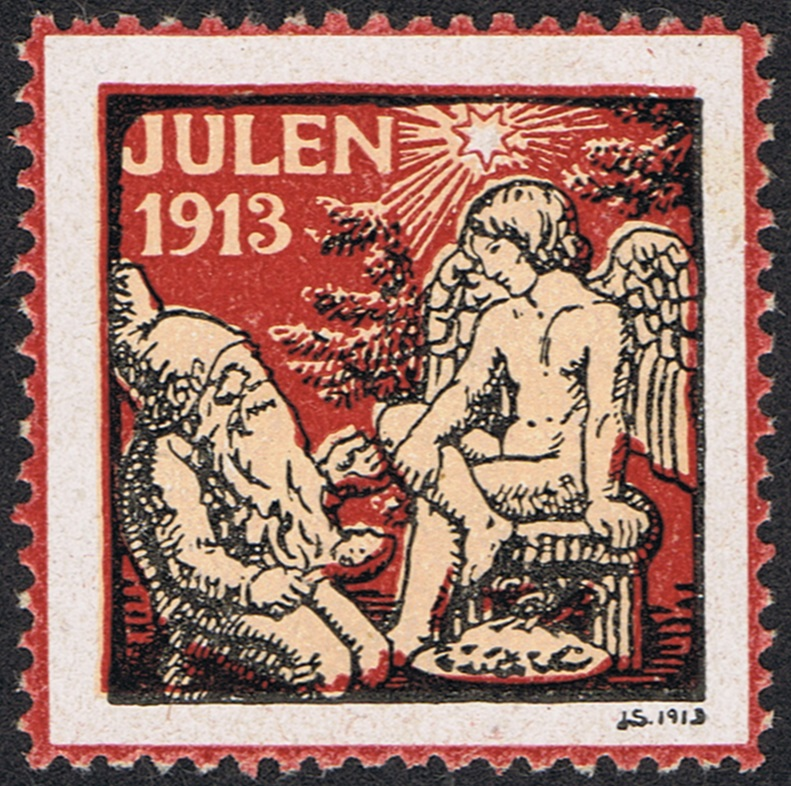
Die kontroverse dänische Weihnachtsmarke von 1913

Holbøll favorisierte ein Modell, wonach die Erlöse aus dem Weihnachtsmarkenverkauf jedes Jahr für einen anderen wohltätigen Zweck verwendet werden sollten. Als erstes Projekt sprach er sich für ein Findelkinder-Hospital aus, wo ledige Mütter ihre ungewollten Babys abgeben konnten, damit sie nicht in Versuchung kamen, diese auszusetzen oder umzubringen. Damit konnte er sich nicht durchsetzen. Das Weihnachtsmarken-Komitee entschied stattdessen, in einem mehrjährigen Projekt ein bislang in Dänemark fehlendes Tuberkulose-Sanatorium für Kinder zu errichten. Die Tuberkulose war um 1900 gerade in ärmeren Bevölkerungsschichten eine verbreitete Krankheit. Sanatorien, welche die Tuberkulose durch Berg- oder Seeluft kurieren sollten, waren damals neu und modern. Das erste dänische Tuberkulose-Sanatorium für Erwachsene war erst 1895 am Vejle Fjord eröffnet worden.
Die Kosten für den Bau und die Einrichtung eines entsprechenden Sanatoriums für Kinder wurden auf etwa 250.000 DKK geschätzt, was bedeutete, dass auch die Erlöse der nächsten Weihnachtsmarken-Verkäufe noch für diesen Zweck verwendet werden mussten. Am 1. August 1911 wurde schließlich das „Weihnachtsmarken-Sanatorium“ am Fjord von Kolding eröffnet. Allerdings waren die Baukosten inzwischen auf fast 1 Million DKK „explodiert“, wovon das Weihnachtsmarken-Komitee zudem 200.000 DKK durch einen Kredit finanzieren musste. Es kam zu öffentlicher Kritik und eine Untersuchungskommission wurde eingesetzt, die dem Weihnachtsmarken-Komitee Mangel an detaillierter Planung und ausreichender Fachkenntnis für ein solches Bauvorhaben vorwarf. Das führte zum Rücktritt des gesamten Komitees mit Ausnahme von Holbøll, da er offenbar als unantastbare „Legende“ galt, die man nicht „opfern“ wollte. Holbøll gelang es, innerhalb weniger Wochen das Weihnachtsmarken-Komitee neu zu besetzen. Mit größeren Projekten hatte das Komitee seitdem mehr Glück, denn bis 1980 wurden durch die Einkünfte der Weihnachtsmarkenverkäufe vier Rekonvaleszenzheime für Kinder erbaut und betrieben. Bis 1960 behandelte man im Koldinger Tuberkulose-Sanatorium, das von der Nationalen Vereinigung zur Tuberkulosebekämpfung übernommen wurde, 15.000 tuberkulosekranke Kinder, von denen 85 % geheilt wurden.
1913 kam es zu einem künstlerischen Rückschlag: Auf den ersten Weihnachtsmarken waren meist entweder Personen des dänischen Königshauses oder Fotos von Kindern abgebildet. Demgegenüber entschied man sich 1913 für eine künstlerische Gestaltung durch den Maler Joakim Skovgaard. Er zeichnete das Bild eines Weihnachts-Nisse (dän. julenisse), der einem geflügelten Engel die traditionelle dänische Weihnachts-Hafergrütze (dän. julegrød) reicht. So sollte die Zwiesprache zwischen dem irdischen und dem himmlischen Weihnachten versinnbildlicht werden. Doch diese Vermischung heidnischer und christlicher Motive löste damals heftige Kritik aus, und das Weihnachtsmarken-Komitee entschied, die Weihnachtsmarke des folgenden Jahres erstmals in einem Wettbewerb unter zahlreichen Künstlern auszuwählen.

## Weiteres Engagement

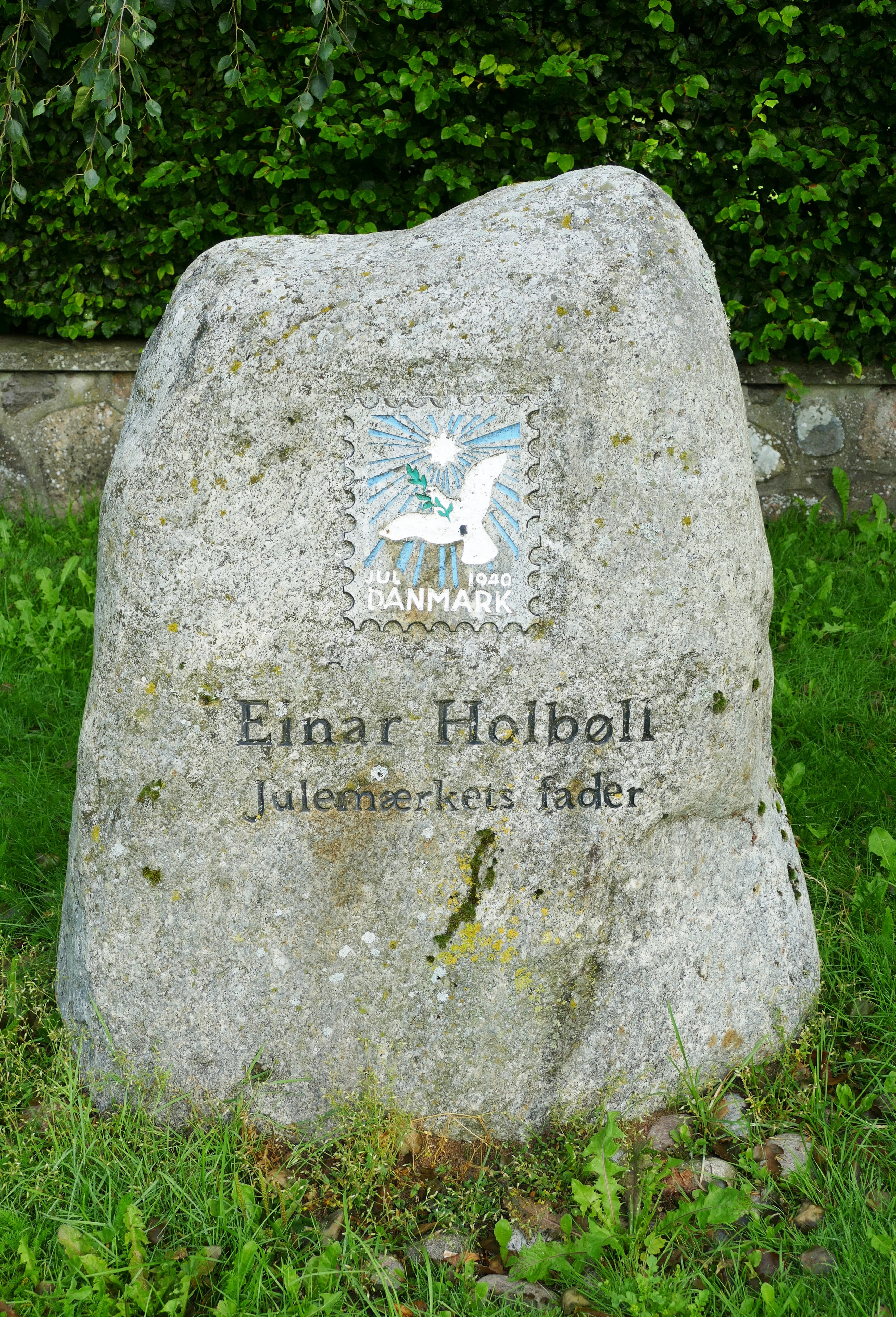
Gedenkstein für Einar Holbøll in Holbøl in Nordschleswig. Abgebildet ist die dänische Weihnachtsmarke von 1940, dem Jahr der deutschen Besetzung Dänemarks im Zweiten Weltkrieg, die eine Friedenstaube zeigt. (2012)

1912 erfand Holbøll den Kinder-Glücksschilling (dän. Barnets Lykkeskilling), der bis 1972 geprägt und u. a. durch Hebammen und den Odd-Fellows-Orden vertrieben wurde. Die Idee dahinter war, dass Eltern ihrem neugeborenen Kind eine solche Münze als sogenannte „Wiegengabe“ kaufen sollten und damit gleichzeitig Menschen halfen, die unter einem weniger glücklichen Stern geboren waren. Der Erlös wurde für die Blindenunterstützung verwendet. Auch in Schweden wurde ein entsprechender Glücksschilling sehr populär. Ab 1911 war Holbøll Geschäftsführer des dänischen Verbraucherverbandes für Beamte, Beschäftigte und Ärzte. 1925 publizierte Holbøll eine autobiographische Geschichtensammlung unter dem Titel Søstjerner (d. h. „Seesterne“).

## Ehrungen
Einar Holbøll wurde 1909 zum Ritter des Dannebrogordens ernannt und erhielt 1925 das Ehrenzeichen des Ordens, wodurch er die Bezeichnung „Dannebrogsmann“ führen durfte. Zu Lebzeiten hatte es Holbøll stets abgelehnt, auf einer Weihnachtsmarke abgebildet zu werden, aber nach seinem Tod wurde sein Foto auf der dänischen Weihnachtsmarke von 1927 abgedruckt. Außerdem ist Holbøll auf einer US-amerikanischen Weihnachtsmarke von 1938, einer französischen Briefmarke von 1954 und einer belgischen Briefmarke von 1955 porträtiert. Im Ort Holbøl (deutsch: Holebüll) in Nordschleswig, Dänemark, wurde Holbøll 2012 ein Gedenkstein errichtet, weil man dort annahm, dass seine Familie ursprünglich aus diesem Ort stamme. Allerdings kam ein Familienmitglied, C. Th. Holbøll, in einer bereits 1955 veröffentlichten Familiengeschichte zu dem Ergebnis, dass der namensgebende Herkunftsort der Familie vielmehr der Hvolbølgaard („Hvolbøl-Hof“) in der Kirchspielsgemeinde Lejrskov ist, der im 17. Jahrhundert auch Holbøllegaard genannt wurde.

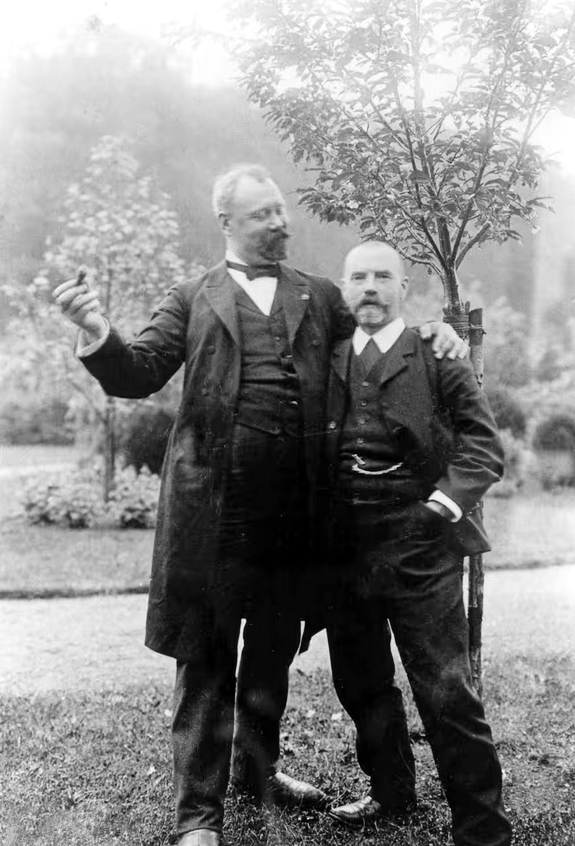
Einar Holbøll (links) zusammen mit Oberarzt Hach (Foto um 1905)
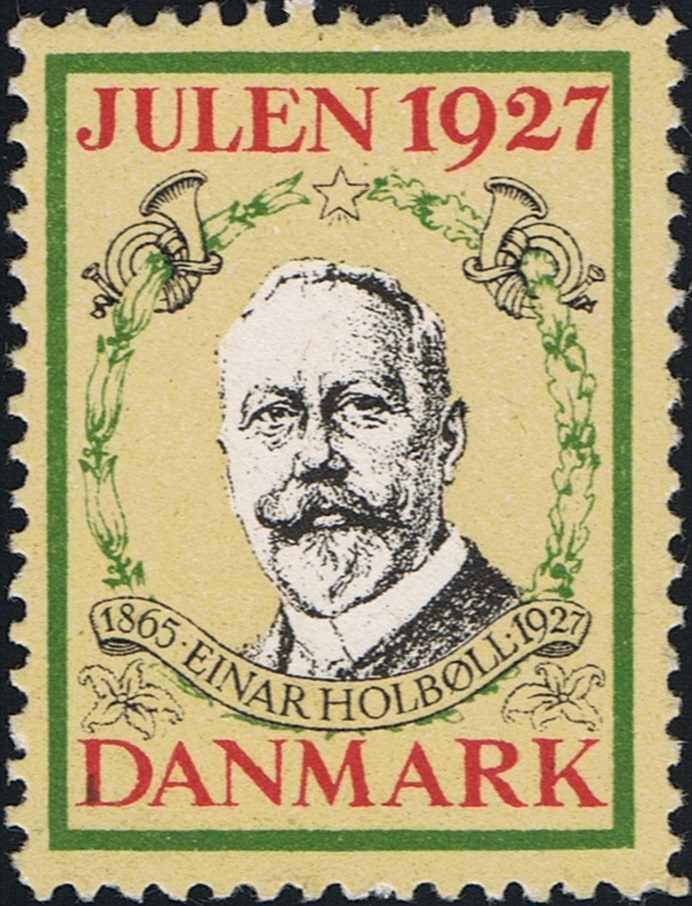
Holbøll auf der dänischen Weihnachtsmarke des Jahres 1927
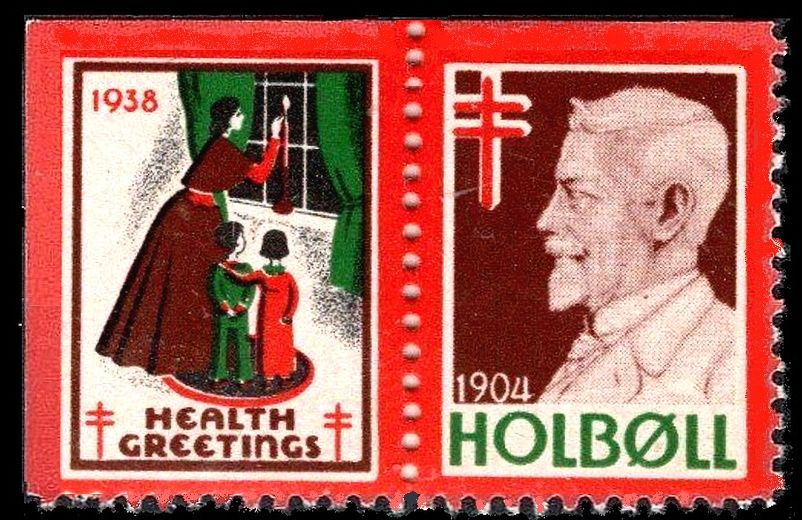
Holbøll (rechts) auf einer US-amerikanischen Weihnachtsmarke von 1938